# Силаевка
Силаевка — упразднённая в 1938 году деревня, вошедшая в черту города Барыш Ульяновской области России. Ныне микрорайон «Восточный» (Большая Силаевка) города Барыш.

## География
Силаевка расположена на реке Тёплая (Мачкалейка). Ближайшие села: Троицкое-Куроедово в 4 км, дер. Гурьевка в 2 км, пос. Малая Силаевка в 1 км, дер Ханинеевка в 8 км и Конновка в 10 км, в 139 км от Ульяновска.

## История
Силаевка основана в конце XVII века вовремя строительства Сызранской засечной черты.
В 1780 году, при создании Симбирского наместничества, деревня Силаевка, при речке Папузы, помещиковых крестьян, однодворцев, из Синбирского уезда вошла в состав Канадейского уезда. С 1796 года — в Карсунском уезде Симбирской губернии.
На 1859 год деревня Силаевка, владельческое и однодворцев, на коммерческом тракте из г. Симбирска в г. Пензу, входила в состав 1-го стана Карсунского уезда, имелся стеклянный завод.
В 1895 году около Силаевки началось строительство Московско-Казанской железной дороги, которое закончилось в 1898 году. В Советское время у деревни открылся остановочный пункт Куйбышевской железной дороги «801 км» (в 12.2024 г. переименован в о. п. «Большая Силаевка».
В 1899 году в деревне было построено здание для церковной школы грамоты.
В 1908 году часть жителей деревни рядом основали деревню Силаевский Выселок .
На 1913 год Силаевка находилась в Водарацкой волости, в деревне имелось: часовня и школа.
С 1924 по 1928 годы Гурьевская волость, куда входила Силаевка, в Сызранском уезде Ульяновской губернии, затем — в Барышском районе Сызранского округа.
На 1930 год Силаевка входила в состав Барышского района, Гурьевского с/с, куда входили: Гурьевка, Силаевка и Силаевские Выселки (Малая Силаевка).
В начале 1930-х гг. Силаевка была переименована в Большая Силаевка, а Силаевские Выселки в — Малая Силаевка.
В 1938 году, при очередном районировании, были объединены населённые пункты входившие в Гурьевский с/с, в один — рабочий посёлок Гурьевка.
22 декабря 1954 года Указом Президиум Верховного Совета РСФСР рабочие посёлки Барыш и Гурьевка были объединены в город Барыш районного подчинения.

## Население
- На 1780 год в деревне Силаевка жило 96 ревизских душ[2].
- На 1859 год — в 31 дворе жило: 123 муж. и 155 жен.[3]
- На 1900 год — в 56 дворах жило: 195 муж. и 208 жен.[5];
- На 1913 год — в 64 дворах жило: 201 муж. и 206 жен.[8]
- На 1924 год — в 96 дворах жило 528 человек[12].
- На 1930 год — в 90 дворах жило 469 человек[10].

## Известные уроженцы
- Владыкин Григорий Иванович — советский издательский работник и культурный чиновник. Родился в д. Силаевка[13].

## Память
- Улица и переулок, где находилась деревня, названа «Силаевская улица»[14].
- В декабре 2024 года остановочный пункт 801 км переименован в — остановочный пункт Большая Силаевка[15][16][17].